# أثاية
أثاية أو أثاية العرج موقع به بئر ماء ومسجد نبوي، صلى النبي الصبح فيها وهو في طريقة لحجة الوداع. يقع في جنوب غرب قرية الشفية في منطقة المدينة المنورة.

## أثاية في الكتب
- أثاية بفتح الهمزة: موضع في طريق الجحفة بينه وبين المدينة خمسة وعشرون فرسخا (المعجم البلدان).[1]
- الاثاية بالضم ويثلث موضع بين الحرمين فيه مسجد نبوي أو ببردون العرج عليها مسجد للنبي صلى الله تعالى عليه وسلم والظاهر أن أثايا جمع أثاية لتغليب أثاية على المواضع التي بقربها.[2]
- أثايا الروحاء في القاموس الاثاية بالضم ويثلث موضع بين الحرمين فيه مسجد نبوي أو ببردون العرج عليها مسجد للنبي صلى الله تعالى عليه وسلم والظاهر أن أثايا جمع أثاية لتغليب أثاية على المواضع التي بقربها.[3]
- الْأَثَايَة بِالضَّمِّ وَيُثَلَّث مَوْضِع بَيْن الْحَرَمَيْنِ فِيهِ مَسْجِد نَبَوِيّ أَوْ بِئْر دُون الْعَرْج عَلَيْهَا مَسْجِد لِلنَّبِيِّ صَلَّى اللَّه تَعَالَى عَلَيْهِ وَسَلَّمَ وَالظَّاهِر أَنَّ أَثَايَا جَمْع أَثَايَة لِتَغْلِيبِ أَثَايَة عَلَى الْمَوَاضِع الَّتِي بِقُرْبِهَا.[4]
- قال الزبير، وسألت سليمان بن عياش السعدي: لم سمي الحجاز حجازا؟ قال لانه حجز بين تهامة ونجد. قلت: فأين منتهاه؟ قال: ما بين بئر أبيك بالشقرة إلى أثاية العرج. فما وراء بئر أبيك فمن نجد، وما وراء أثاية العرج فمن تهامة.[5]
- قال الزبير أخبرني عمي مصعب بن عبد الله قال سمعت أعرابيا يستقي على بئر أبيك أبي بكر بن عبد الله بالشقرة وهو يقول بئر أبي بكر ورب الغبر تزداد طيبا في أداوى السفر يدعو له الناس غداة النحر وليلة الأضحى ويوم الفطر قال الزبير وسألت سليمان بن عياش السعدي لم سمي الحجاز حجازا قال لأنه حجز بين تهامة ونجد، قلت فأين منتهاه قال ما بين بئر أبيك بالشقرة إلى أثاية العرج فما وراء بئر أبيك فمن نجد وما وراء أثاية العرج فمن تهامة.[6]
- إِبْرَاهِيمَ قَالَ أَخْبَرَنِي عِيسَى بْنُ طَلْحَةَ بْنِ عُبَيْدِ اللَّهِ عَنْ عُمَيْرِ بْنِ سَلَمَةَ الضَّمْرِيِّ أَنَّ رَسُولَ اللَّهِ صَلَّى اللَّهُ عَلَيْهِ وَسَلَّمَ مَرَّ بِالْعَرْجِ فَإِذَا هُوَ بِحِمَارٍ عَقِيرٍ فَلَمْ يَلْبَثْ أَنْ جَاءَ رَجُلٌ مِنْ بَهْزٍ فَقَالَ يَا رَسُولَ اللَّهِ هَذِهِ رَمْيَتِي فَشَأْنُكُمْ بِهَا فَأَمَرَ رَسُولُ اللَّهِ صَلَّى اللَّهُ عَلَيْهِ وَسَلَّمَ أَبَا بَكْرٍ رَضِيَ اللَّهُ عَنْهُ فَقَسَمَهُ بَيْنَ الرِّفَاقِ ثُمَّ سَارَ حَتَّى أَتَى عَقَبَةَ أُثَايَةَ فَإِذَا هُوَ بِظَبْيٍ فِيهِ سَهْمٌ وَهُوَ حَاقِفٌ فِي ظِلِّ صَخْرَةٍ فَأَمَرَ النَّبِيُّ صَلَّى اللَّهُ عَلَيْهِ وَسَلَّمَ رَجُلًا مِنْ أَصْحَابِهِ فَقَالَ قِفْ هَاهُنَا حَتَّى يَمُرَّ الرِّفَاقُ لَا يَرْمِيهِ أَحَدٌ بِشَيْءٍ.[7]
- فأمر رسول الله صلى الله عليه وسلم أبا بكر بقسمه بين الرفاق قال يعني ثم سار حتى أتى عقبة أثاية فإذا هو بظبي فيه سهم وهو حاقف في ظل صخرة فأمر النبي صلى الله عليه وسلم رجلا من أصحابه فقال قف ها هنا حتى تمر الرفاق ولا يرميه أحد بشيء # هذا حديث حسن # 37 / 779 أرنا محمد بن عبد الله بن يزيد المقريء.[8]
- عبد الرزاق عن ابن جريج قال: حدثنى يحيى بن سعيد عن مولى للانصار، عن جابر بن عبد الله قال: قال معاذ بن جبل: من يتقدم فيستقي لنا، قال قلت: انا وذلك مرجعهم من الحديبية قال جابر: فوردت أثاية فاستقيت، وملات الحوض، فورد رسول الله صلى الله عليه وسلم فقال: أتسقي؟ قلت: نعم بأبي أنت. فسقى ثم أخذت خطامه أو زمامه، فعمدت به إلى بطحاء نزل بها، فصلى ثلاث عشرة ركعة، وأنا معه إلى جنبه بعد العشاء الاخرة، قال: حسبت أنه قال صلى العشاء الاخرة ثم صلاها.[9]
- عبد الرزاق عن بن جريج قال حدثني يحيى بن سعيد عن مولى للأنصار عن جابر بن عبد الله قال قال معاذ بن جبل من يتقدم فيستقي لنا قال قلت انا وذلك مرجعهم من الحديبية قال جابر فوردت أثاية فاستقيت وملأت الحوض فورد رسول الله صلى الله عليه وسلم فقال أتسقي قلت نعم بأبي أنت فسقى ثم أخذت خطامه أو زمامه فعمدت به إلى بطحاء نزل بها فصلى ثلاث عشرة ركعة وأنا معه إلى جنبه بعد العشاء الآخرة قال حسبت أنه قال صلى العشاء الآخرة ثم صلاها.[10]
- «الأُثاية» بِضَم أَولهَا ثمَّ مُثَلّثَة وبهاء فِي الْآخِرَة قبلهَا يَاء مثناة تَحت. كَذَا ضَبطهَا الْبكْرِيّ فِي «مُعْجَمه» بِضَم أَولهَا. وَقَالَ الْحَازِمِي فِي «المؤتلف والمختلف»: أثاية رَوَاهُ قوم أَثَاثَة وأثانة بالثاء الْمُثَلَّثَة وبالنون، وَالصَّحِيح هُوَ الأول بِفَتْح همزته وكسرتها مَوضِع فِي طَرِيق الْجحْفَة، بَينهَا وَبَين الْمَدِينَة خَمْسَة وَعِشْرُونَ فرسخًا.[11]
- ولما حج الرسول حجة الوداع، سار من المدينة، فصلى الظهر ب «ذي الحليفة»، ثم استوى بالبيداء، ومرّ إلى «القاحة»، وهو موضع على ثلاث مراحل من المدينة وعلى ميل من «السقيا»، وهو بين «الجحفة» و «قديد». ثم سار إلى «ملل» «يلملم»، وهو موضع به آبار، على مسافة اثني عشر ميلاً من «الشجرة»، أو سبعة عشر ميلاً من «المدينة»، وقيل عشرين ميلاّ، ثم شرف السيالة، وهو موضع بين «ملل» و «الروحاء» في طريق مكة، ثم «عرق الظّبية» بين «الروحاء» و «السيالة»، وهو دون «الروحاء»، ثم نزل «الروحاء»، ثم راح من «الروحاء» فصلى العصر بالمنصرف. و «المنصرف» على أربعة برُ د من «بدر» مما يلي «مكة»، وصلى المغرب بالمتعشى وتعشى به، وصلى الصبح بالأثاية. و «أُثاية» بطريق «الجحفة» إلى مكة، فيه مسجد نبوي، قيل بينه وبين المدينة خمسة وعشرون فرسخاً، أو بئر دون العرج. وأصيح بالعرج يوم الثلاثاء. ونزل «السقيا» يوم الأربعاء، وأصبح بالأبواء، ثم راح إلى «الجحفة»، ثم راح منها إلى «قديد»، ثم «عسفان»، ثم «الغميم». م «مر الظهران»، ثم نزل موضع «سرف». ولما انتهى إلى «الثنيتين» بات بينهما، بين «كداء» و «كدى»، ودخل مكة من «كداء».[12]
- قال البکری الاندلسی:
  - قال نافع: وأرى أن النّبيّ صلى اللّه عليه وسلم فعله ففعله ابن عمر وكان رسول اللّه صلى اللّه عليه وسلم يسير من الرّويثة، فينزل الأثاية، وهي بئر دون العرج بميلين، عليها مسجد للنبىّ صلى اللّه عليه وسلم. وبالأثاية أبيات وشجر أراك، وهناك ينتهى حدّ الحجاز. وهناك وجد رسول اللّه صلى اللّه عليه وسلم الظّبى الحاقف، على ما تقدّم في حديث البهزىّ.
- وروى الزّبير عن إسماعيل بن عقبة السّهمىّ، قال: أقبلت من عمرة، حتّى إذا كنت بأثاية العرج، إذا أنا بشاب ميّت، وبظبى مذبوح، وبفتاة عبرى وهي تقول:

قال: فسألتها عن شأنها، فقالت: هذا ابن عمّى؛ وإنّا وردنا هذا الماء، فضرب هذا الظّبى، فأخذه، فصرعه ليذبحه، فوخزه بقرنه. فقتله.